# Directeur de la chancellerie fédérale
Le directeur de la chancellerie fédérale (en allemand : Chef des Bundeskanzleramtes, parfois abrégé en ChefBK) est le plus haut responsable de la Chancellerie fédérale, administration qui rassemble tous les services assistant le chancelier fédéral.
L'actuel directeur de la chancellerie est Thorsten Frei, de l'Union chrétienne-démocrate d'Allemagne (CDU).

## Nomination
Le directeur de la chancellerie fédérale est nommé directement et discrétionnairement par le chancelier fédéral.

### Statut
Le chancelier bénéficie de deux possibilités.
Soit le directeur est nommé avec le statut de secrétaire d'État (en allemand : Staatssekretär, auquel cas il est considéré comme titulaire d'une fonction publique et relève de la loi sur la fonction publique fédérale (BBG).
Soit il est également nommé ministre fédéral avec attributions spéciales (en allemand : Bundesminister für besondere Aufgaben), aussi il est considéré comme un membre du gouvernement fédéral. Depuis 1984, tous les directeurs de la chancellerie — à l'exception de Frank-Walter Steinmeier — ont été ministre fédéral.

## Liste
| Nom | Nom                      | Dates                                                          | Parti | Statut                                          |
| --- | ------------------------ | -------------------------------------------------------------- | ----- | ----------------------------------------------- |
|     | Franz-Josef Wuermeling   | 12 octobre 1949 – 14 janvier 1951 (1 an, 3 mois et 2 jours)    | CDU   | Secrétaire d'État                               |
|     | Walter Hallstein         | 17 octobre 1949 – 1er mars 1950 (4 mois et 12 jours)           | CDU   | Secrétaire d'État                               |
|     | Otto Lenz                | 15 janvier 1951 – 19 septembre 1953 (2 ans, 8 mois et 4 jours) | CDU   | Secrétaire d'État                               |
|     | Hans Globke              | 28 octobre 1953 – 15 octobre 1963 (9 ans, 11 mois et 17 jours) | CDU   | Secrétaire d'État                               |
|     | Ludger Westrick          | 17 octobre 1963 – 30 novembre 1966 (3 ans, 1 mois et 13 jours) | CDU   | Secrétaire d'État Ministre fédéral (16/06/1964) |
|     | Werner Knieper           | 1er décembre 1966 – 31 décembre 1967 (1 an et 30 jours)        | Aucun | Secrétaire d'État                               |
|     | Karl Carstens            | 1er janvier 1968 – 22 octobre 1969 (1 an, 9 mois et 21 jours)  | CDU   | Secrétaire d'État                               |
|     | Horst Ehmke              | 22 octobre 1969 – 18 décembre 1972 (3 ans, 1 mois et 26 jours) | SPD   | Ministre fédéral                                |
|     | Horst Grabert            | 18 décembre 1972 – 15 mai 1974 (1 an, 4 mois et 27 jours)      | SPD   | Secrétaire d'État                               |
|     | Manfred Schüler          | 16 mai 1974 – 1er décembre 1980 (6 ans, 6 mois et 15 jours)    | SPD   | Secrétaire d'État                               |
|     | Manfred Lahnstein        | 1er décembre 1980 – 28 avril 1982 (1 an, 4 mois et 27 jours)   | SPD   | Secrétaire d'État                               |
|     | Gerhard Konow            | 28 avril 1982 – 4 octobre 1982 (5 mois et 6 jours)             | Aucun | Secrétaire d'État                               |
|     | Waldemar Schreckenberger | 4 octobre 1982 – 15 novembre 1984 (2 ans, 1 mois et 11 jours)  | CDU   | Secrétaire d'État                               |
|     | Wolfgang Schäuble        | 15 novembre 1984 – 20 avril 1989 (4 ans, 5 mois et 5 jours)    | CDU   | Ministre fédéral                                |
|     | Rudolf Seiters           | 21 avril 1989 – 25 novembre 1991 (2 ans, 7 mois et 4 jours)    | CDU   | Ministre fédéral                                |
|     | Friedrich Bohl           | 26 novembre 1991 - 27 octobre 1998 (6 ans, 11 mois et 1 jour)  | CDU   | Ministre fédéral                                |
|     | Bodo Hombach             | 27 octobre 1998 – 7 juillet 1999 (8 mois et 10 jours)          | SPD   | Ministre fédéral                                |
|     | Frank-Walter Steinmeier  | 7 juillet 1999 – 22 novembre 2005 (6 ans, 4 mois et 15 jours)  | SPD   | Secrétaire d'État                               |
|     | Thomas de Maizière       | 22 novembre 2005 – 28 octobre 2009 (3 ans, 11 mois et 6 jours) | CDU   | Ministre fédéral                                |
|     | Ronald Pofalla           | 28 octobre 2009 – 17 décembre 2013 (4 ans, 1 mois et 19 jours) | CDU   | Ministre fédéral                                |
|     | Peter Altmaier           | 17 décembre 2013 – 14 mars 2018 (4 ans, 2 mois et 25 jours)    | CDU   | Ministre fédéral                                |
|     | Helge Braun              | 14 mars 2018 - 8 décembre 2021 (3 ans, 8 mois et 24 jours)     | CDU   | Ministre fédéral                                |
|     | Wolfgang Schmidt         | 8 décembre 2021 - 6 mai 2025 (3 ans, 4 mois et 28 jours)       | SPD   | Ministre fédéral                                |
|     | Thorsten Frei            | Depuis le 6 mai 2025 (1 jour)                                  | CDU   | Ministre fédéral                                |